# 1974 en musique classique
| \| • Retour à la chronologie générale de la musique classique • \| |
| Grèce • Rome • Haut Moyen Âge • VIIIe siècle • IXe siècle • Xe siècle • XIe siècle XIIe siècle • XIIIe siècle • XIVe siècle • XVe siècle • XVIe siècle • XVIIe siècle XVIIIe siècle • XIXe siècle • XXe siècle • XXIe siècle |
| • Retour à la chronologie générale de la musique classique • |

| Années en musique classique : 1971 - 1972 - 1973 - 1974 - 1975 - 1976 - 1977    |
| Décennies en musique classique : 1940 - 1950 - 1960 - 1970 - 1980 - 1990 - 2000 |

## Événements

### Créations
- 12 janvier : Elegiac Songs, pour mezzo-soprano et orchestre de chambre de John Harbison, créé à New York.
- 9 février : la Symphonie no 1 d'Alfred Schnittke, créée à Gorki sous la direction de Guennadi Rojdestvenski.
- 5 mai : la Symphonie no 7 de Malcolm Arnold, créée par l'Orchestre Philharmonia dirigé par le compositeur.
- 16 mai : Dybbuk, ballet de Leonard Bernstein, créé par le New York City Ballet.
- 12 septembre : Schönbergs Gegenwart, pour voix et instruments de Henri Pousseur, créé à Berlin.
- 11 novembre : Dernière apparition publique de Maria Callas à Sapporo étape finale de la tournée mondiale organisée avec Giuseppe Di Stefano.
- 15 novembre : le 15e Quatuor à cordes de Chostakovitch, créé par le Quatuor Taneyev à Léningrad en URSS.

#### Date indéterminée
- Symphonie no 4 de Boris Tichtchenko.

### Autres
- 1er janvier : concert du nouvel an de l'orchestre philharmonique de Vienne au Musikverein, dirigé par Willi Boskovsky.

#### Date indéterminée
- Création par Jordi Savall de l'ensemble Hespèrion XX, devenu ensuite Hespèrion XXI.
- Fondation de l'American String Quartet.
- Fondation du Quatuor Brahms.

## Prix
- Andreï Gavrilov obtient le 1er prix de piano du Concours international Tchaïkovski.
- Boris Pergamenchtchikov obtient le 1er prix de violoncelle du Concours international Tchaïkovski.
- George C. Baker organiste américain, obtient le Grand Prix de Chartres.
- Benjamin Britten reçoit le Prix Ernst-von-Siemens.
- Andrés Segovia reçoit le Prix musical Léonie-Sonning.
- Friedrich Cerha reçoit le Prix de la ville de Vienne de musique.

## Naissances

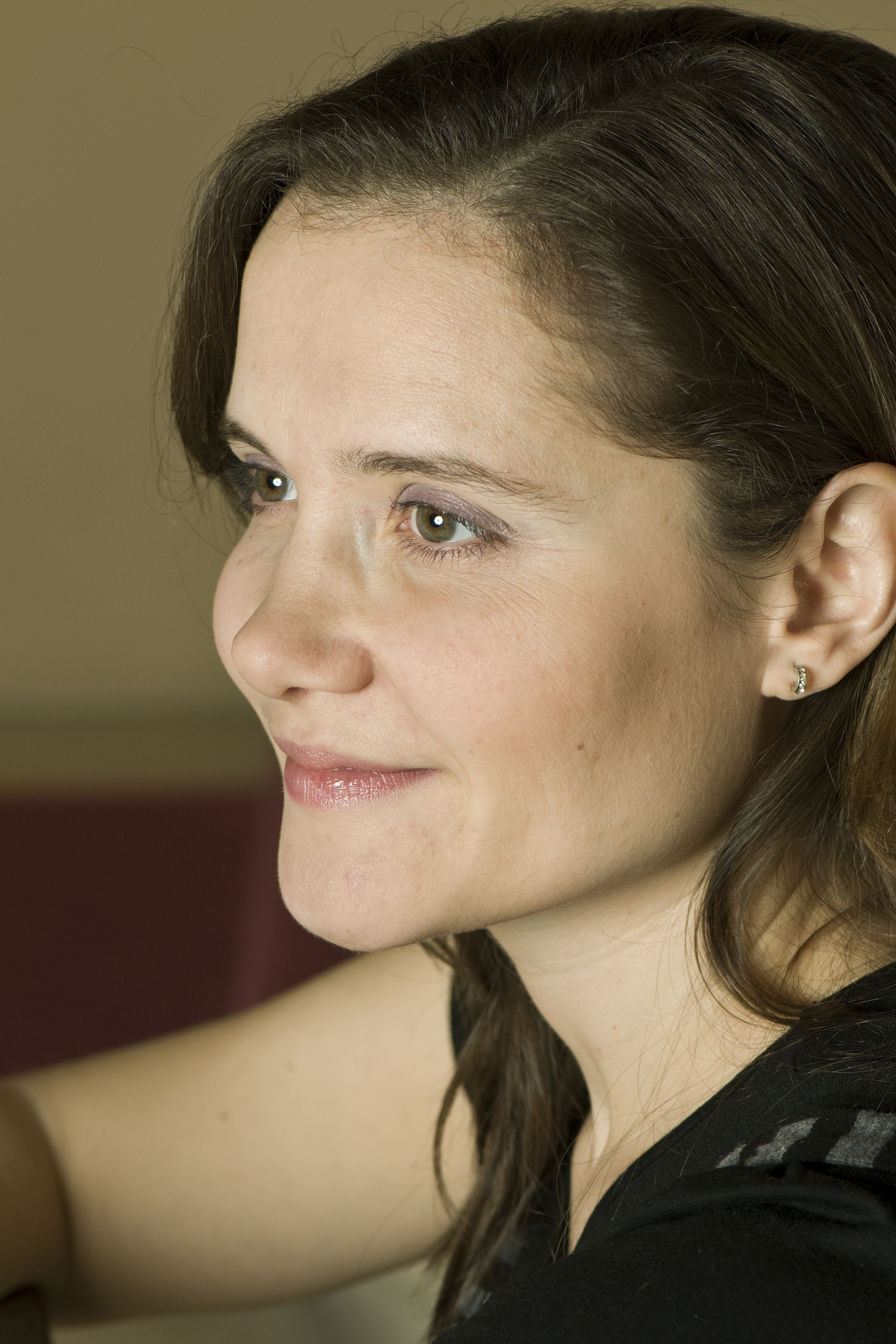
Sophie Karthäuser

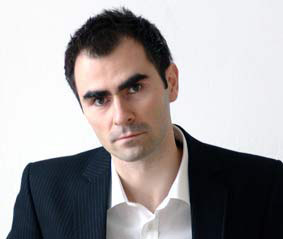
Michael Fendre

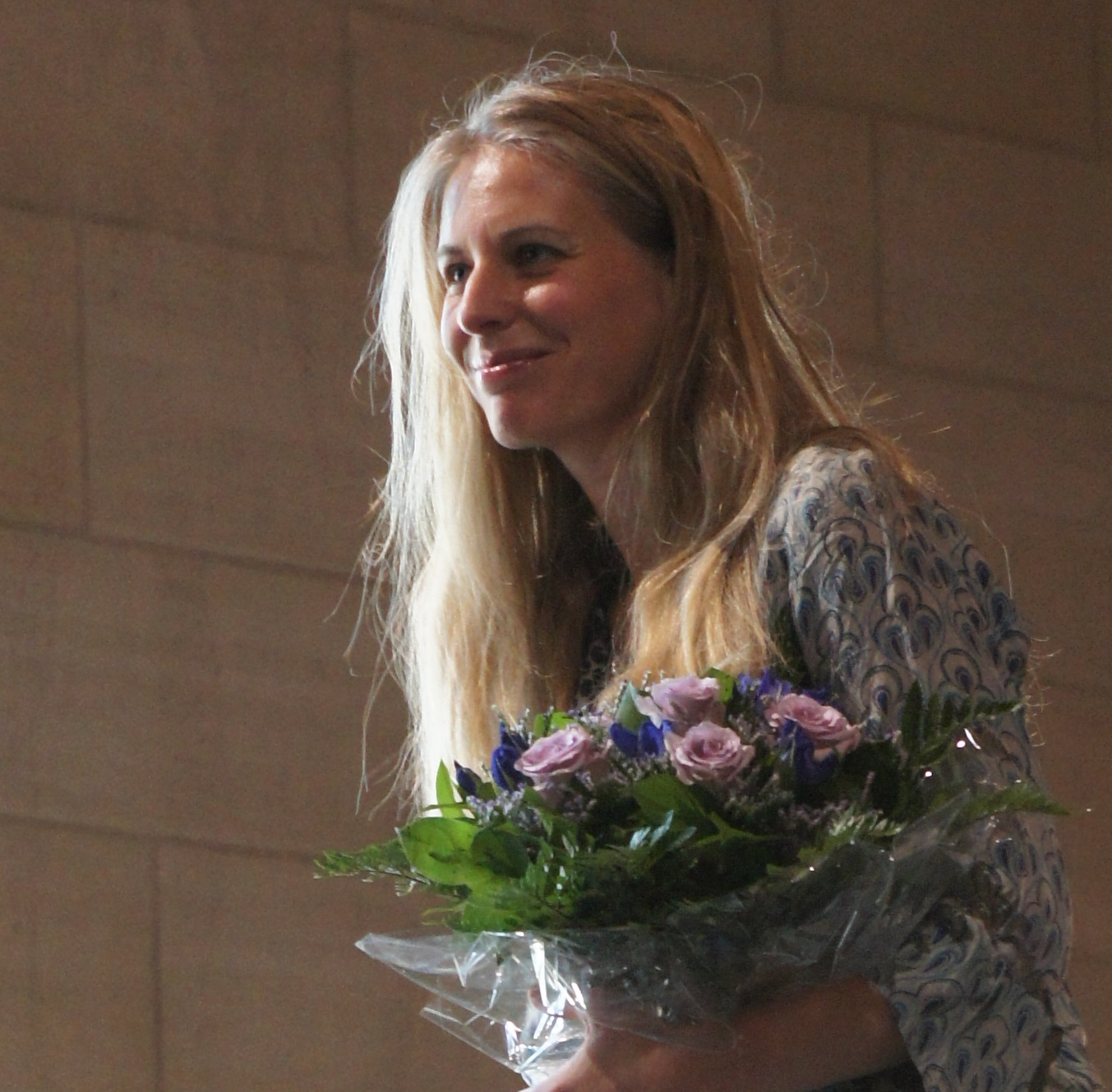
Claire-Marie Le Guay

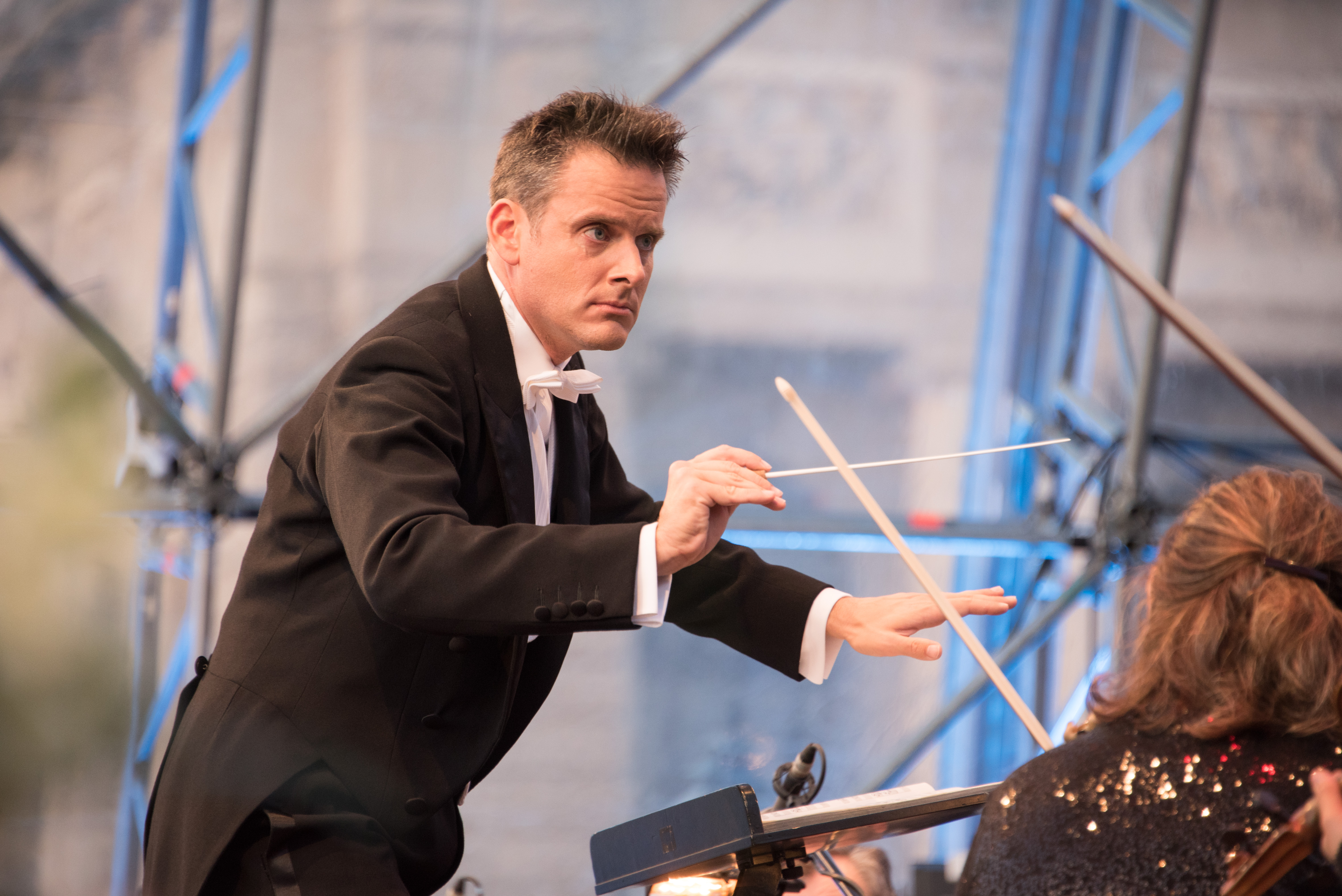
Philippe Jordan

- 17 janvier : Jaakko Kuusisto, violoniste, chef d'orchestre et compositeur finlandais.
- 1er février : 
  - Isabel Bayrakdarian, soprano canadienne.
  - Bartolomiej Niziol, violoniste polonais.
- 3 février : Laura Mikkola, pianiste finlandaise.
- 12 février : 
  - Sergio Monteiro, pianiste classique brésilien.
  - Yann Robin, compositeur français.
- 27 février : Helena Winkelman, compositrice et violoniste suisso-néerlandaise.
- 15 mars : Floriane Bonanni, violoniste française.
- 15 avril : Laurent Lefrançois, compositeur français.
- 19 avril : Minas Borboudakis, compositeur et pianiste grec.
- 20 avril : Szymon Krzeszowiec, violoniste, musicien de chambre et pédagogue polonais.
- 23 avril : Panayiotis Kokoras, compositeur grec.
- 12 mai : Michael Fendre, chef d'orchestre autrichien.
- 18 mai : Carolyn Sampson, soprano britannique.
- 8 juin : Céline Frisch, claveciniste française.
- 13 juin :
  - Claire-Marie Le Guay, pianiste française.
  - Ophélie Gaillard, violoncelliste française.
- 24 juin : Olga Mikitenko, soprano allemande.
- 6 juillet : Mourad Amirkhanian, artiste lyrique.
- 27 juin : Stéphanie d'Oustrac, mezzo-soprano française.
- 13 juillet : Antony Maubert, compositeur, improvisateur et artiste sonore.
- 22 juillet : Maximilian Cornelius Jehuda Ewert, compositeur allemand.
- 28 juillet : Lisandro Abadie, baryton-basse argentin.
- 17 août : Johannes Maria Staud, compositeur autrichien.
- 20 août : Maxime Venguerov, violoniste russo-israélien.
- 4 septembre : Jan Bartłomiej Bokszczanin, organiste polonais.
- 8 octobre : 
  - Bruno Mantovani, compositeur français.
  - Marc Geujon, trompettiste français.
- 18 octobre : Philippe Jordan, chef d'orchestre suisse.
- 23 octobre : Gabriel Pareyon, compositeur et musicologue mexicain.
- 30 octobre : Daniel Blanch, pianiste espagnol.
- 1er novembre : Olivier Penard, compositeur français.
- 15 novembre : Caroline Marçot, compositrice et interprète de musique vocale.
- 17 novembre : Guillaume Kosmicki, musicologue français.
- 22 novembre : Edward Gardner, chef d'orchestre britannique.
- 1er décembre : Antonio Pompa-Baldi, pianiste italien.
- 8 décembre : 
  - Elena Langer, compositrice, britannique d'origine russe.
  - Julian Rachlin, violoniste et altiste lituanien.
- 11 décembre : Denis Shapovalov, violoncelliste, chef d'orchestre et compositeur russe.
- 24 décembre : Eldar Nebolsin, pianiste ouzbékistanais.

### Date indéterminée
- Daniel Behle, compositeur et ténor allemand.
- Amandine Beyer, violoniste française.
- Jessica Comeau, soprano suisse.
- Vincent David, saxophoniste français.
- Hayato Hirose, compositeur et chef d'orchestre japonais.
- Ermonela Jaho, soprano albanaise.
- Hervé Jamet, musicien français.
- Sophie Karthäuser, soprano belge.
- Enrike Solinís, guitariste, joueur de luth et de théorbe espagnol.
- Marek Štryncl, chef d'orchestre, violoncelliste, chef de chœur et compositeur tchèque.

## Décès
- 5 janvier : 

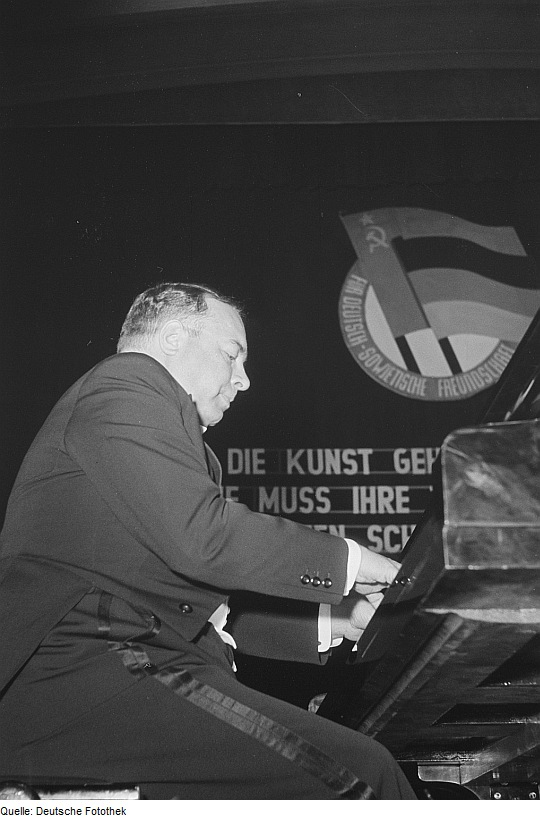
Lev Oborine

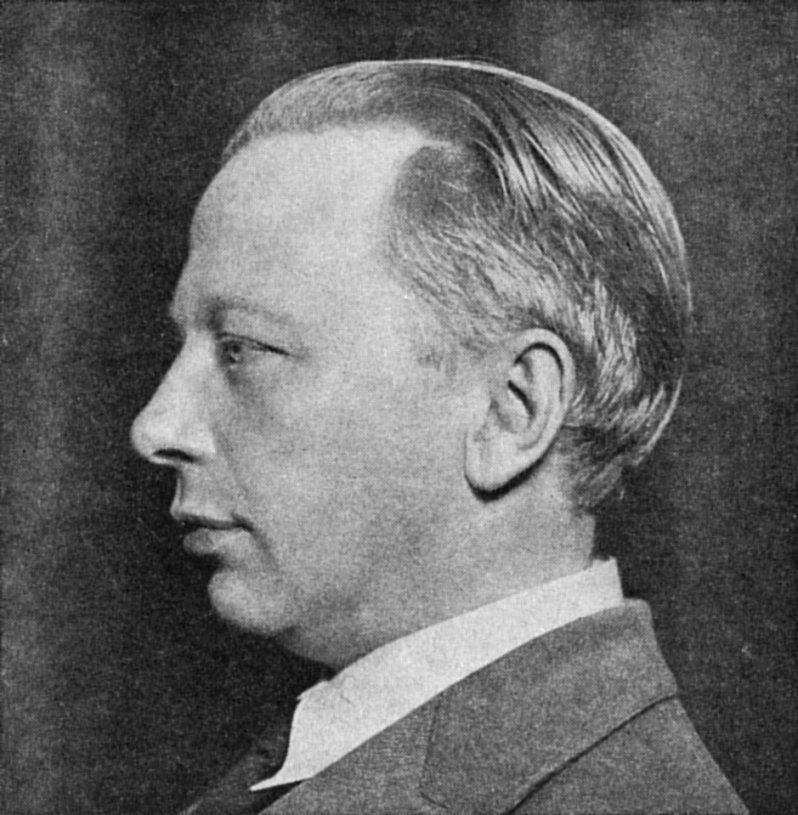
Kurt Atterberg

  - Wolfgang Anheisser, baryton allemand (° 1er décembre 1929).
  - Lev Oborine, pianiste soviétique (° 11 septembre 1907).
- 10 janvier : Martin Scherber, professeur de musique et compositeur allemand  (° 16 janvier 1907).
- 11 janvier : John Barrows, corniste américain (° 12 février 1913).
- 13 janvier : Raoul Jobin, ténor québécois (° 8 avril 1906).
- 26 janvier : Julius Patzak, ténor autrichien (° 9 avril 1898).
- 2 février : Jean Absil, compositeur belge (° 23 mai 1893).
- 4 février : Mihail Andricu, pianiste et compositeur (° 22 décembre 1894)
- 15 février : Kurt Atterberg, compositeur et chef d'orchestre suédois (° 12 décembre 1887).
- 3 mars : Bronislav Stayevski, pianiste soviétique et russe (° 18 janvier 1918).
- 5 mars : Sol Hurok, impresario américain (° 9 avril 1888).
- 14 mars : Mario Altéry, ténor français (° 12 septembre 1892).
- 28 mars : Dino Ciani, pianiste italien (° 16 juin 1941).
- 11 avril : Edmund Nick, compositeur, chef d'orchestre et critique musical allemand (° 22 septembre 1891).
- 14 avril : Gaston Poulet, violoniste et chef d’orchestre français (° 10 avril 1892).
- 17 avril : Herbert Elwell, compositeur américain (° 10 mai 1898).
- 18 avril : Émile Passani, pianiste, chef de chœur et compositeur français (° 7 février 1905).
- 27 mai : Wilhelm Schüchter, chef d'orchestre allemand (° 15 décembre 1911).
- 14 juin : Knud Jeppesen, musicologue et compositeur danois (° 15 août 1892).
- 20 juin : Marc Pincherle, musicologue, critique musical et collectionneur français (° 13 juin 1888).
- 22 juin : Darius Milhaud, compositeur français (° 4 septembre 1892).
- 11 juillet : Émile Bourdon, organiste et compositeur français (° 14 février 1884).
- 12 juillet : Christo Brambarov, baryton bulgare et maître de chant lyrique (° 15 octobre 1907).
- 30 juillet : Lev Knipper, compositeur soviétique (° 3 décembre 1898).
- 9 août : Mildred Couper, compositrice et pianiste américaine (° 10 décembre 1887).
- 15 août : Jane Vignery, compositrice et pédagogue belge (° 11 avril 1913).
- 16 août : Desmond Dupré, luthiste anglais (° 19 décembre 1916).
- 3 septembre : Harry Partch, compositeur et constructeur d'instruments de musique américain (° 24 juin 1901).
- 6 septembre : John Challis, facteur de clavecins américain (° 9 janvier 1907).
- 8 septembre : Wolfgang Windgassen, ténor allemand (° 26 juin 1914).
- 20 septembre : Robert Herberigs, compositeur, peintre et écrivain belge (° 19 juin 1886).
- 30 septembre : Edvard Moritz, compositeur, professeur de musique, chef d'orchestre, violoniste et pianiste germano-américain (° 23 juin 1891).
- 5 octobre : Ebe Stignani, mezzo-soprano italienne (° 10 juillet 1903).
- 12 octobre : Hendrik Diels, chef d'orchestre et compositeur flamand (° 29 juin 1901).
- 13 octobre : Josef Krips, chef d'orchestre autrichien (° 8 avril 1902).
- 24 octobre : David Oïstrakh, violoniste soviétique (° 30 octobre 1908).
- 8 novembre : Egon Wellesz, compositeur et musicologue britannique, d'origine autrichienne (° 21 octobre 1885).
- 21 novembre : Frank Martin, compositeur suisse (° 15 septembre 1890).
- 2 décembre : Sophie-Carmen Eckhardt-Gramatté, compositrice, pianiste, violoniste et pédagogue canadienne (° 24 décembre 1901).
- 9 décembre : Ludwig Weber, basse autrichienne (° 29 juillet 1899).
- 20 décembre : André Jolivet, compositeur français (° 8 août 1905).
- 26 décembre : Knudåge Riisager, compositeur danois (° 6 mars 1897).

### Date indéterminée
- Paul Allix, organiste et compositeur français (° 1888).
- Rudolf Hindemith, compositeur et chef d'orchestre allemand (° 9 janvier 1900).
- Paul-Henri Vergnes, ténor français (° 1905).